# Ford Everest
Ford Everest — также известный на индийском рынке как Ford Endeavour, представляет собой спортивный внедорожник среднего размера с кузовом на раме (внедорожник), выпускаемый Ford Motor Company с 2003 года. Он основан на пикапе Ford Ranger и был разработан и предназначен, в основном, для Азиатско-Тихоокеанского региона.

## Первое поколение

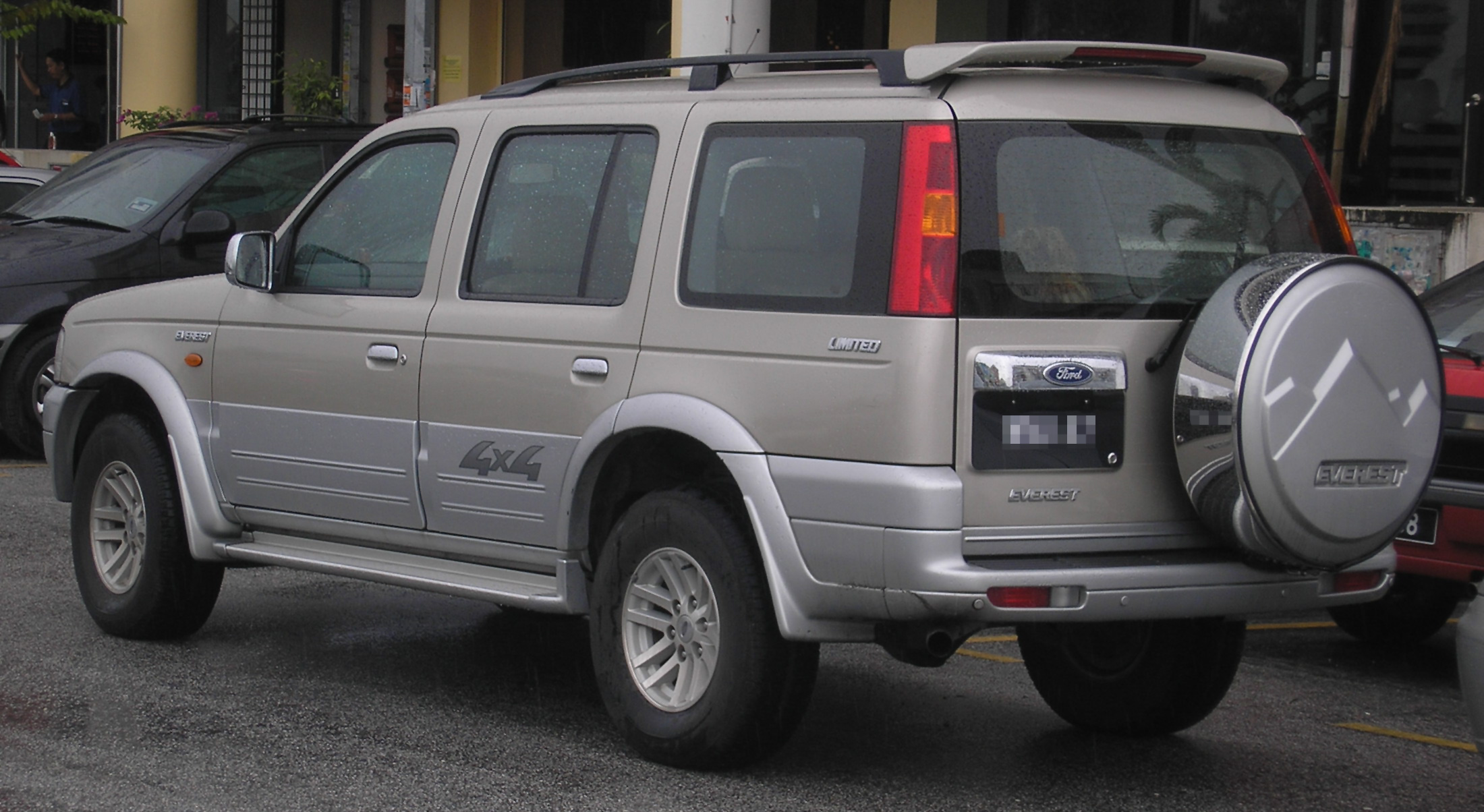
Вид сзади

Ford представил первое поколение Everest (рус. Эверест) в марте 2003 года на 24-м Международном автосалоне в Бангкоке. Разработанный специально для азиатских рынков, Everest содержит 60 процентов компонентов Ranger, включая 2,5-литровый турбодизельный двигатель с промежуточным охлаждением и внешний дизайн от передней части до B-образных стоек. Было выявлено, что разработка автомобиля стоила 100 миллионов долларов США, включая инвестиции, необходимые для производства Everest.
Поскольку он основан на Ranger, он сохранил независимую переднюю подвеску с двойным поперечным рычагом и заднюю подвеску с рессорами от Ranger, а также спроектирован таким образом, чтобы обеспечить уровень комфорта при езде и управляемости лучше чем у Ranger.
Everest продавался в Азии, на Ближнем Востоке, в Центральной Америке и на Багамских островах. Он был построен на заводе AutoAlliance в Таиланде в Районге и, в качестве комплектов CKD, в Ченгалпатту (Индия), и Хайзыонг (Вьетнам). В Индии Everest был пущен в продажу в 2009 году. Он переименован в Ford Endeavour, чтобы избежать юридических проблем из-за существования бренда по производству специй с таким же названием в стране.

### Фейслифт
В ноябре 2006 года была проведена серьёзная модернизация внешнего вида и внутренней начинки Everest, в результате которой были заменены все передние и боковые панели кузова, чтобы он выглядел более современным. Изменения также включали обновленную переднюю панель, новую коробку передач и улучшенный двигатель. Кроме того, в редизайне впервые была представлена новая 5-ступенчатая автоматическая коробка передач с раздаточной коробкой BorgWarner и новая система активного переключения передач на лету (только 4×4). Несмотря на масштабные изменения, он сохранил код проекта U268. Однако эту модель 2007—2015 годов Форд и журналисты иногда называют Everest второго поколения.
Вторая модернизация была проведена в 2009 году. Хотя изменения были менее масштабными, чем предыдущее обновление, Everest теперь имел менее квадратную фасцию, чем его предшественник, и был похож на Рейнджера с фейслифтом. Изменения затронули передние части крыла, капот, передние фары, передние решётки радиатора и передний бампер, в то время как он также отличался более крупными 18-дюймовыми полированными легкосплавными дисками, переработанной задней дверью и новыми задними фонарями.
Ещё одно небольшое обновление было представлено в 2012 году, теперь оно оснащено новой решёткой радиатора. В 2013 году Everest первого поколения получил последнее обновление, теперь на нем появился новый передний бампер, похожий на несколько автомобилей Ford по всему миру.

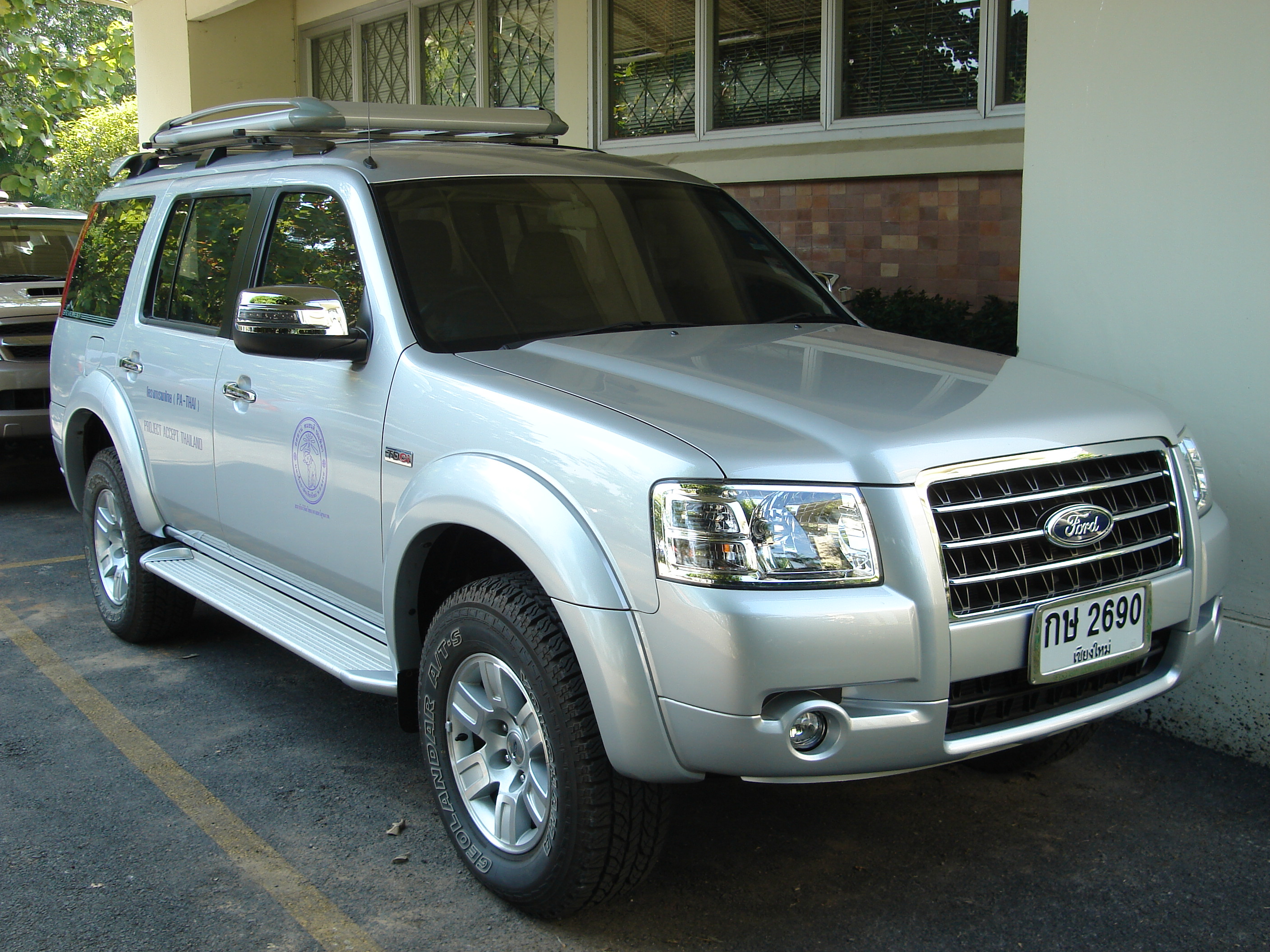
Ford Everest 2007 года
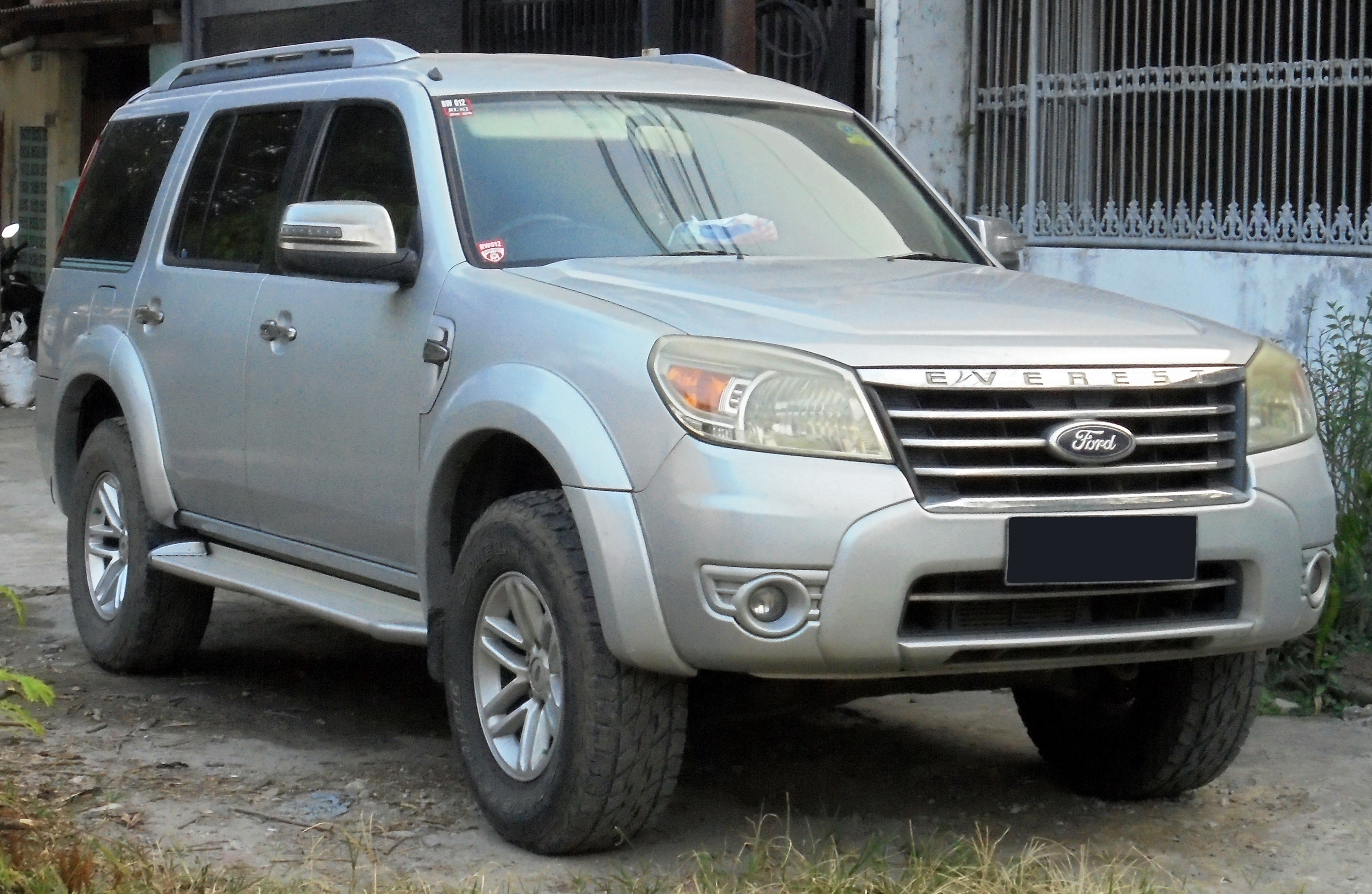
Ford Everest 2010 года
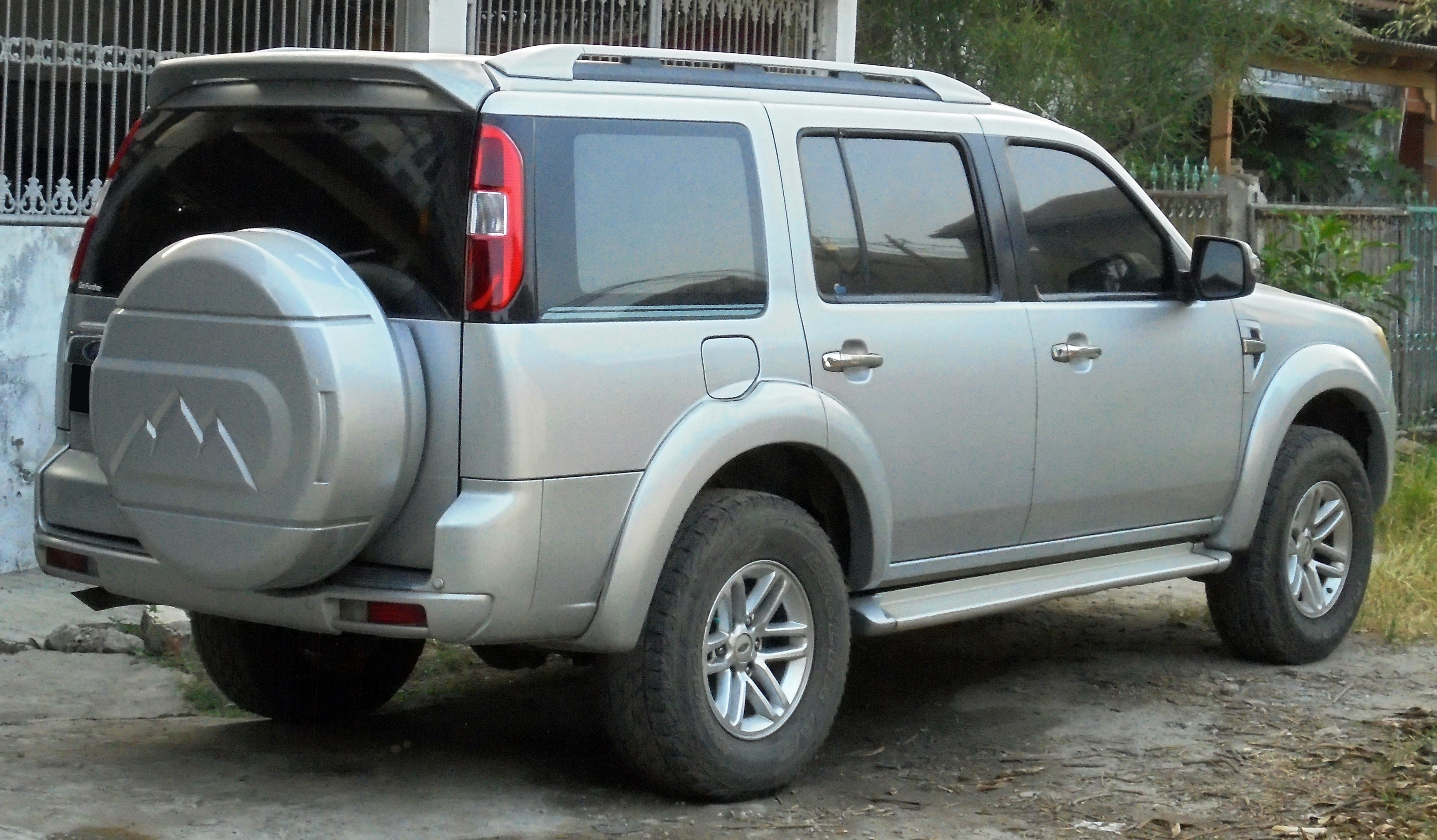
Ford Everest 2010 года
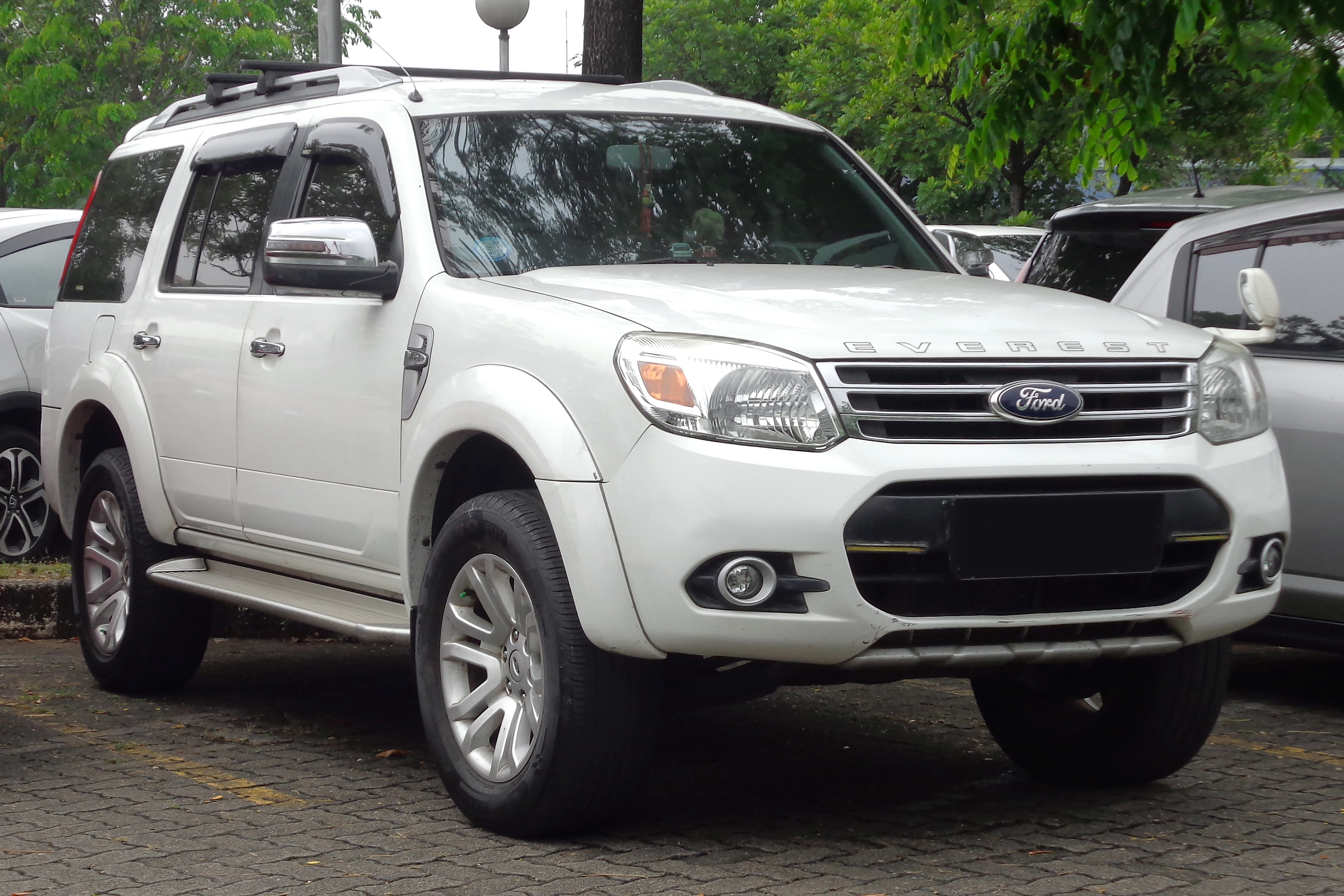
Ford Everest 2014 года

## Второе поколение
Everest второго поколения был представлен в качестве концепт-кара, близкого к серийному производству, в марте 2014 года и в качестве серийной версии в ноябре 2014 года в преддверии его публичного дебюта на Международном автосалоне в Гуанчжоу. Автомобиль, основанный на Ford Ranger T6, в настоящее время разрабатывается (на 2015 год) Ford Australia. В Китае Ford Everest производится совместным предприятием JMC-Ford на заводе JMC в Наньчане.
Он имеет полный редизайн, который теперь отличается менее квадратными пропорциями для более современного внешнего вида. С точки зрения размеров Ford Everest 2015 года стал короче в длину, но шире и выше, изменив свои пропорции по сравнению со своим предшественником. Колесная база была уменьшена с 2860 мм (112,6 дюйма) до 2850 мм (112,2 дюйма).
Эта модель получила фейслифт в мае 2018 года, что совпало с фейслифтом Ranger. фейслифт включал в себя изменения в дизайне, обновление списка оборудования, новый 2,0-литровый дизельный двигатель с турбонаддувом и 10-ступенчатую автоматическую коробку передач. Другие изменения включают автономное экстренное торможение, стандартную подъёмную дверь с приводом от удара и новые легкосплавные диски. Изменения в интерьере включают в себя более мягкие на ощупь материалы, такие как тёмная цветовая гамма чёрного дерева. Ещё один фейслифтинг был выпущен для модели 2021 года в ноябре 2020 года в Таиланде.

### Arquus Trapper VT4
Everest второго поколения используется в качестве основы для лёгкой тактической машины для французских военных, называемой Arquus Trapper VT4.

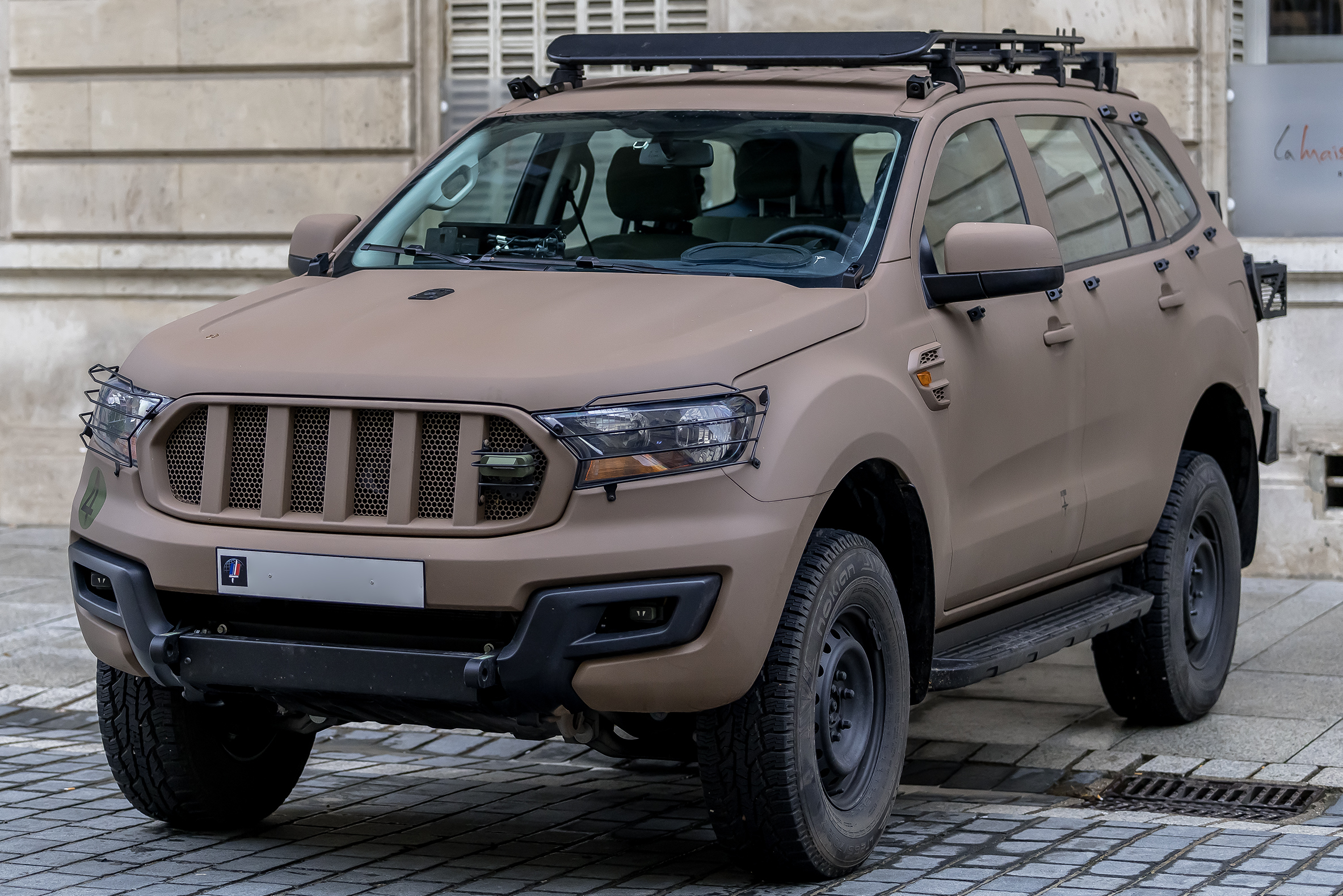
Arquus Trapper VT4
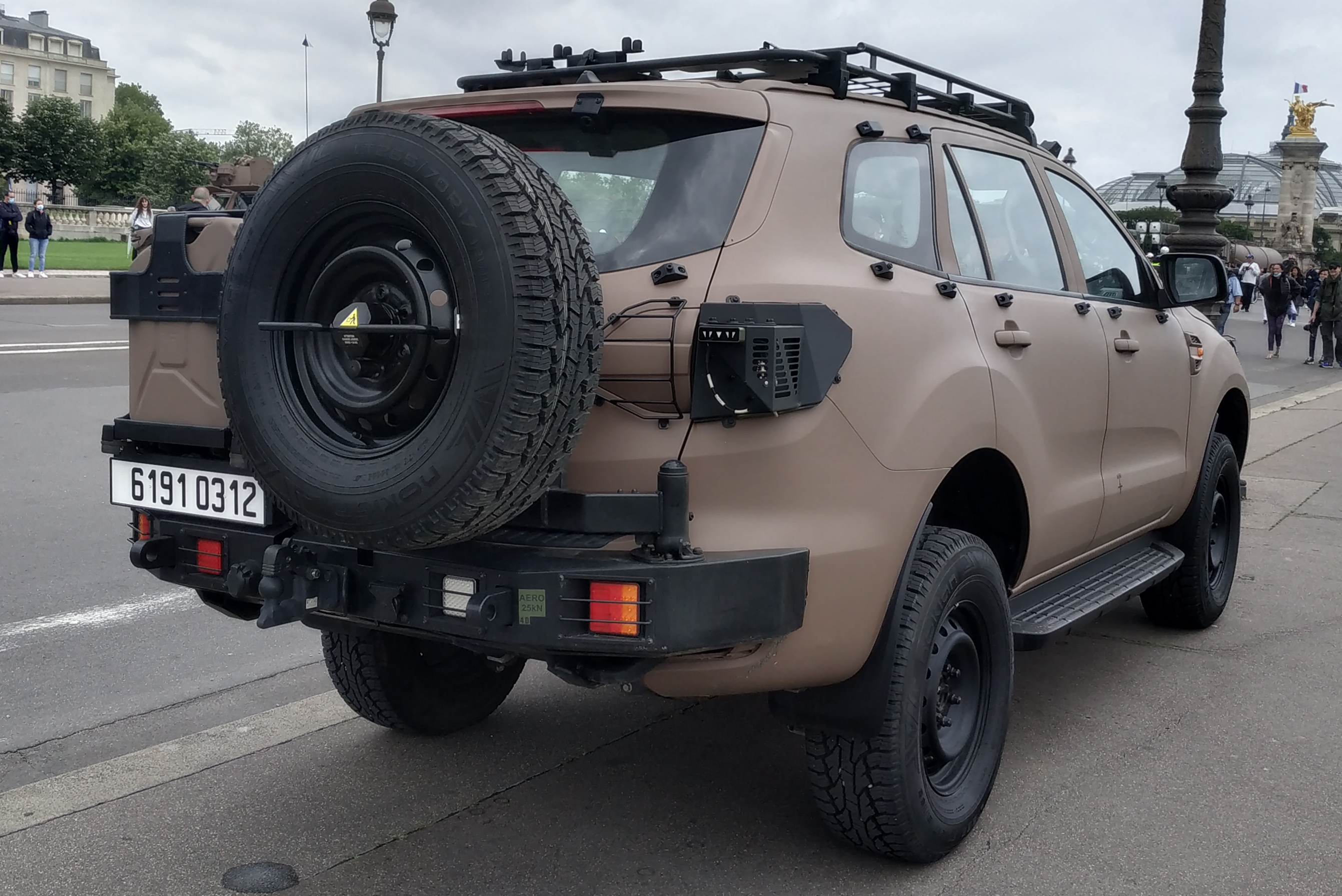
Arquus Trapper VT4

## Третье поколение
Everest третьего поколения был представлен 1 марта 2022 года. Он был разработан под кодом разработки U704 и известен как серия UB в Австралии. Разделяя большинство компонентов передней части с P703 Ranger, общие размеры Everest третьего поколения остаются в основном такими же, с дополнительными 50 мм в колеи колес и колесной базе. Изменения были сделаны для достижения более длинного соотношения приборной панели к оси для размещения опционального двигателя V6 и немного более широкой колеи колес.
Платформа T6 также как и в прошлом поколении лежит в основе Everest с обновлениями, такими как более длинные рычаги управления для независимой передней подвески и рычажная задняя подвеска Watts для соответствия более широкой колеи колес. Все модели Everest в этом поколении оснащены защитой днища, задним блокируемым дифференциалом, выбираемыми внедорожными режимами движения и двумя функциональными буксировочными крюками спереди. Автомобиль также предлагает глубину преодолеваемого брода 800 мм.
Модель с полным приводом доступна с опцией 3,0-литрового турбодизельного двигателя V6 и буксировочной способностью 3500 кг. Чтобы обеспечить увеличенную буксировочную способность, Ford поработал над пакетом охлаждения двигателя, усилил раму и увеличил грузоподъемность передней и задней осей.
Вместо использования более традиционного центрального дифференциала с функцией ограниченного скольжения или блокировки для езды по бездорожью, Everest использует электромеханический пакет сцепления, который подключает и отключает передние и задние колеса. Это позволяет Everest работать в режиме заднего привода на поверхностях с высоким сцеплением и при необходимости перемещать передние колеса. Пакет сцепления может полностью включаться в ситуациях бездорожья.
В январе 2023 года Ford выпустил Everest Wildtrak V6 в Таиланде и Новой Зеландии.  Wildtrak V6 отличается от других моделей в линейке тем, что использует тот же стиль, что и Ranger Wildtrak, например, передний бампер с более темными акцентами, черные расширители колесных арок и отделка окон, а также шильдик Wildtrak. Расположенная между средней комплектацией Sport и люксовой моделью Platinum, модель Wildtrak оснащена исключительно 3,0-литровым турбодизельным двигателем V6.
В июле 2022 года Ford запустил Everest третьего поколения на Филиппинах. Он доступен в 5 комплектациях: 4x2 Trend, 4x2 Limited, 4x2 Sport, 4x2 Titanium Plus и 4x4 Titanium Plus. Первые 4 оснащены двигателем EcoBlue turbo I4 объемом 2,0 л, а последняя — двигателем EcoBlue twin turbo I4 объемом 2,0 л.
Ford Everest третьего поколения был запущен на рынках Ближнего Востока 10 октября 2023 года, он оснащен 2,3-литровым турбированным бензиновым двигателем с 10-ступенчатой автоматической коробкой передач. Он предлагается в трех комплектациях: XLS, XLT и Limited.

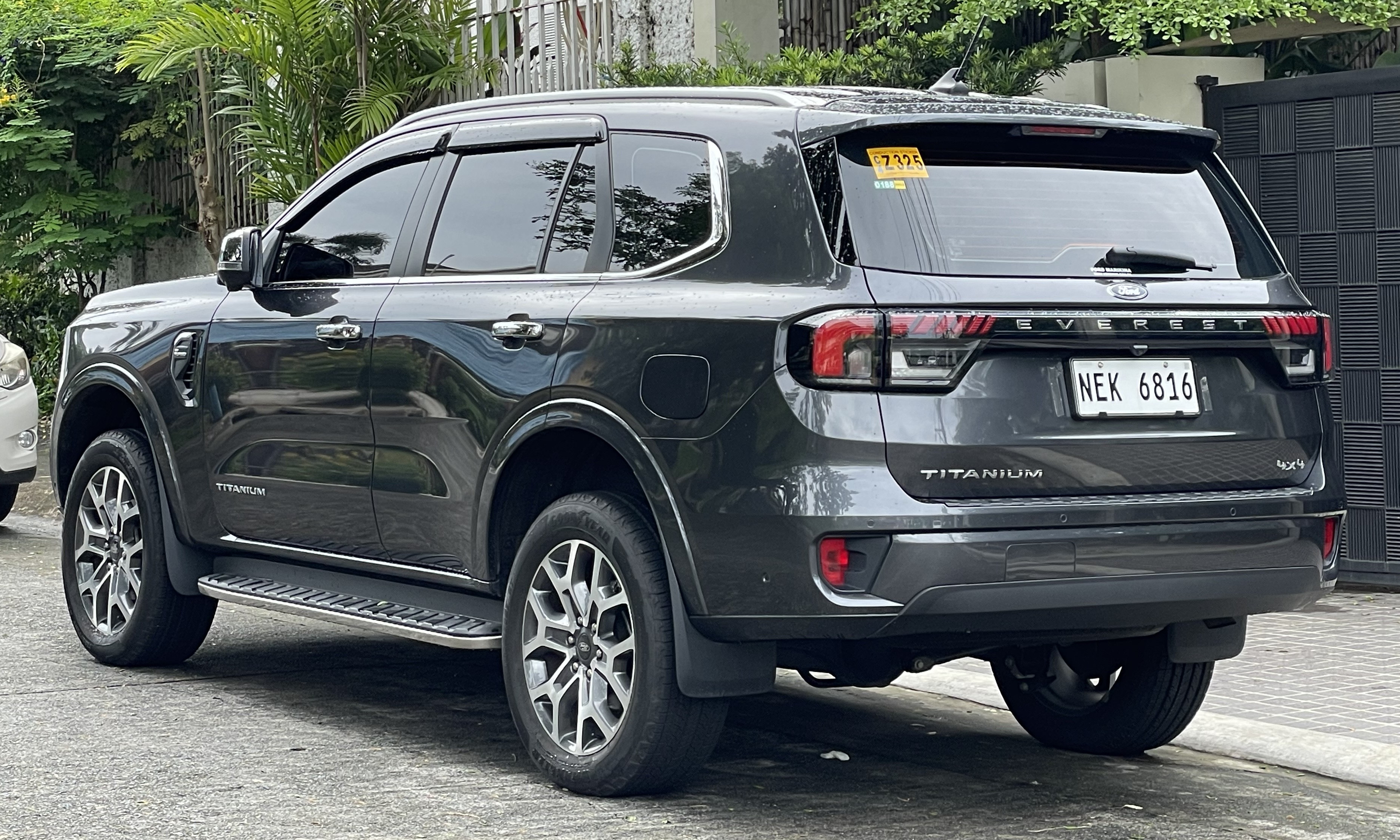
Вид сзади

## Галерея

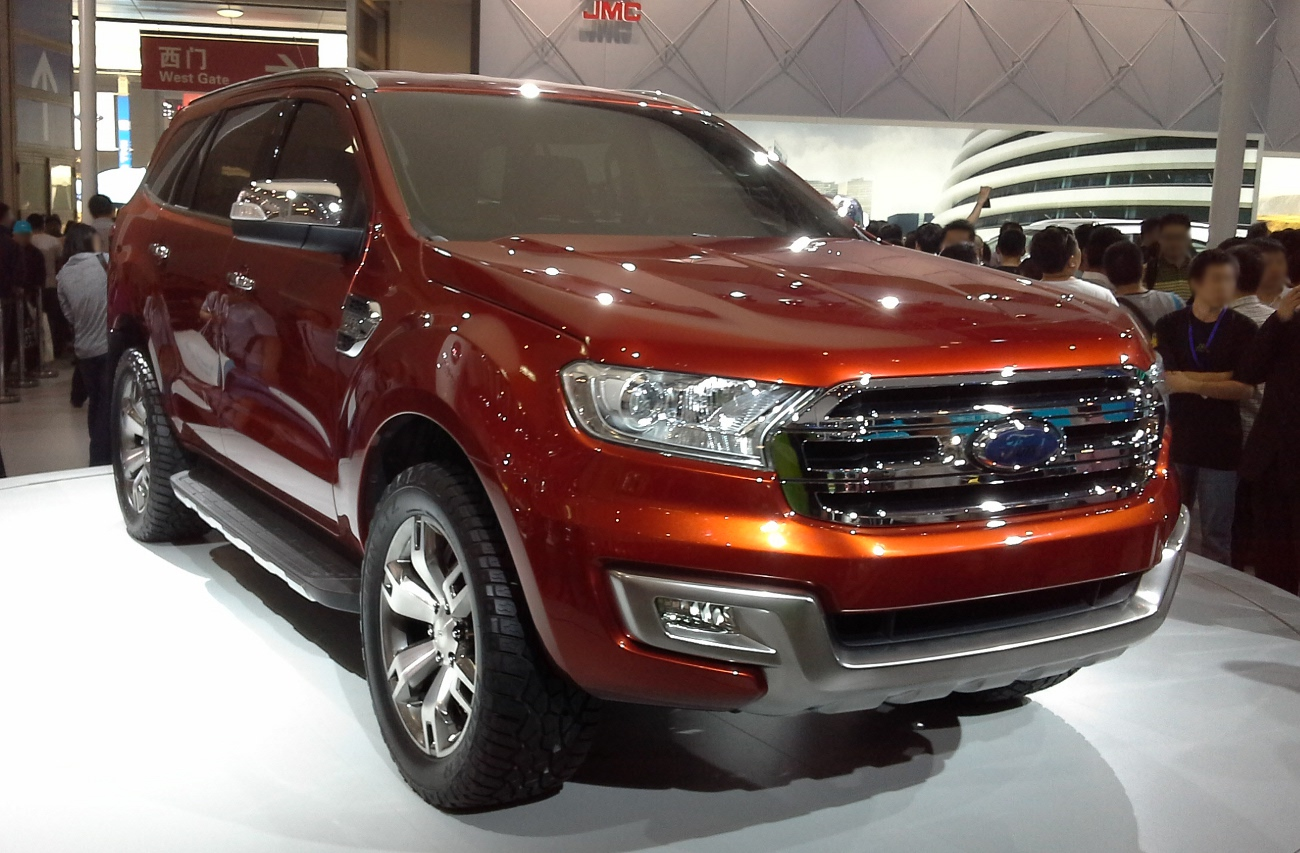
Концепт.
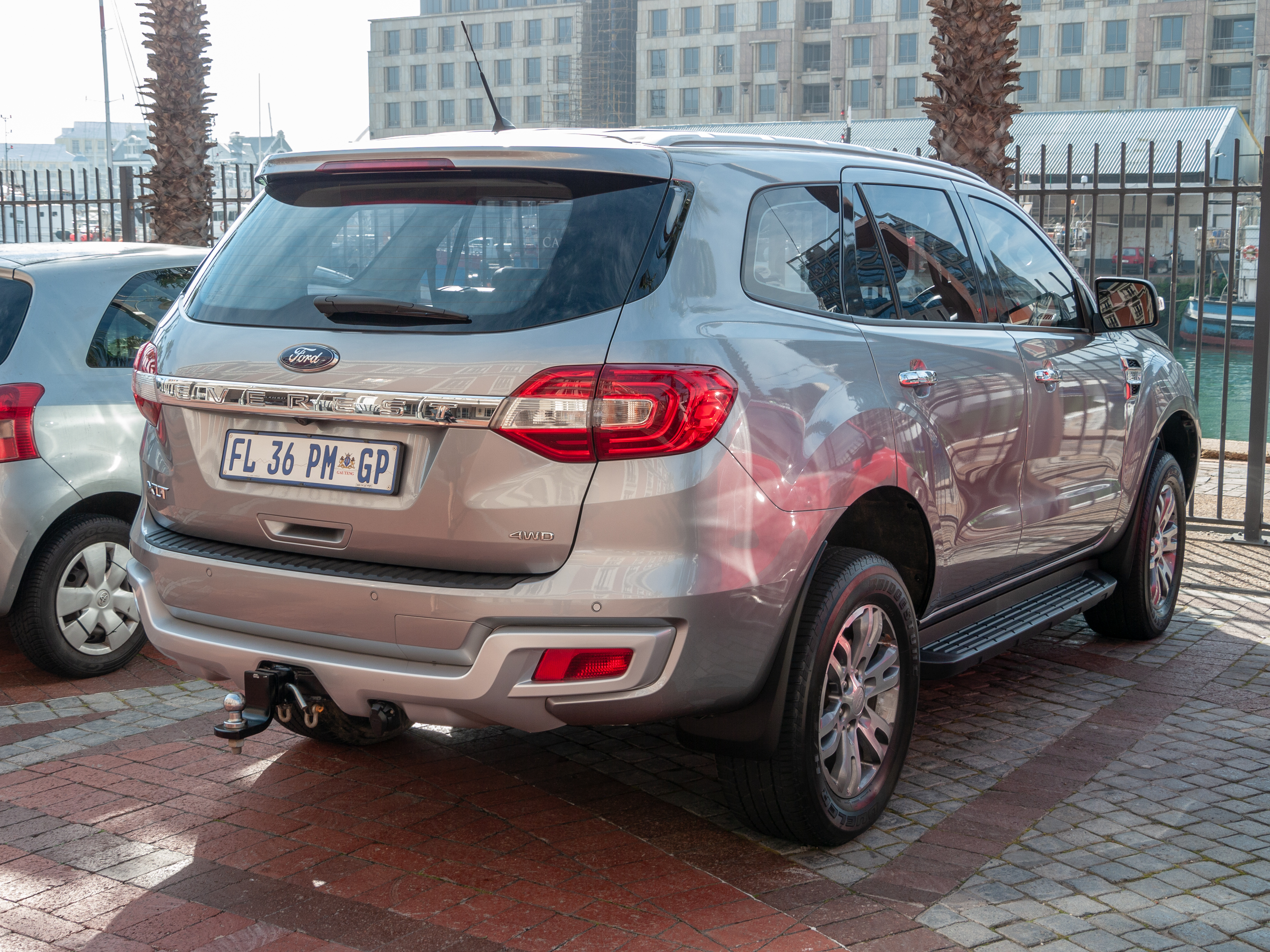
Вид сзади (до фейслифта, ЮАР)
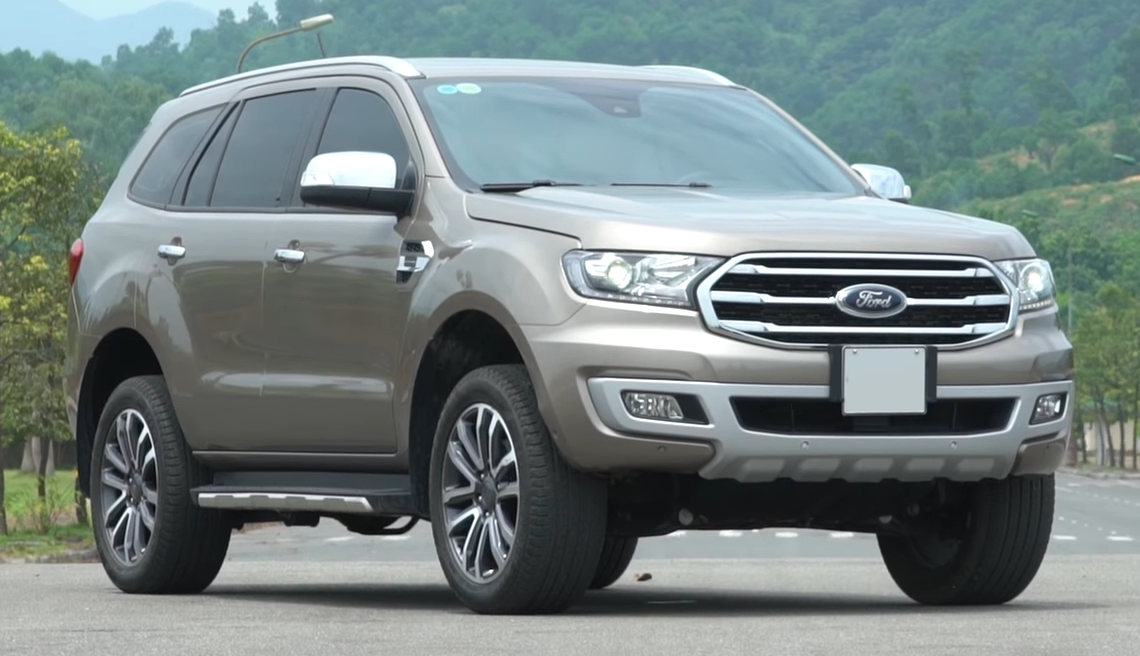
Вид спереди (фейслифт, Вьетнам)
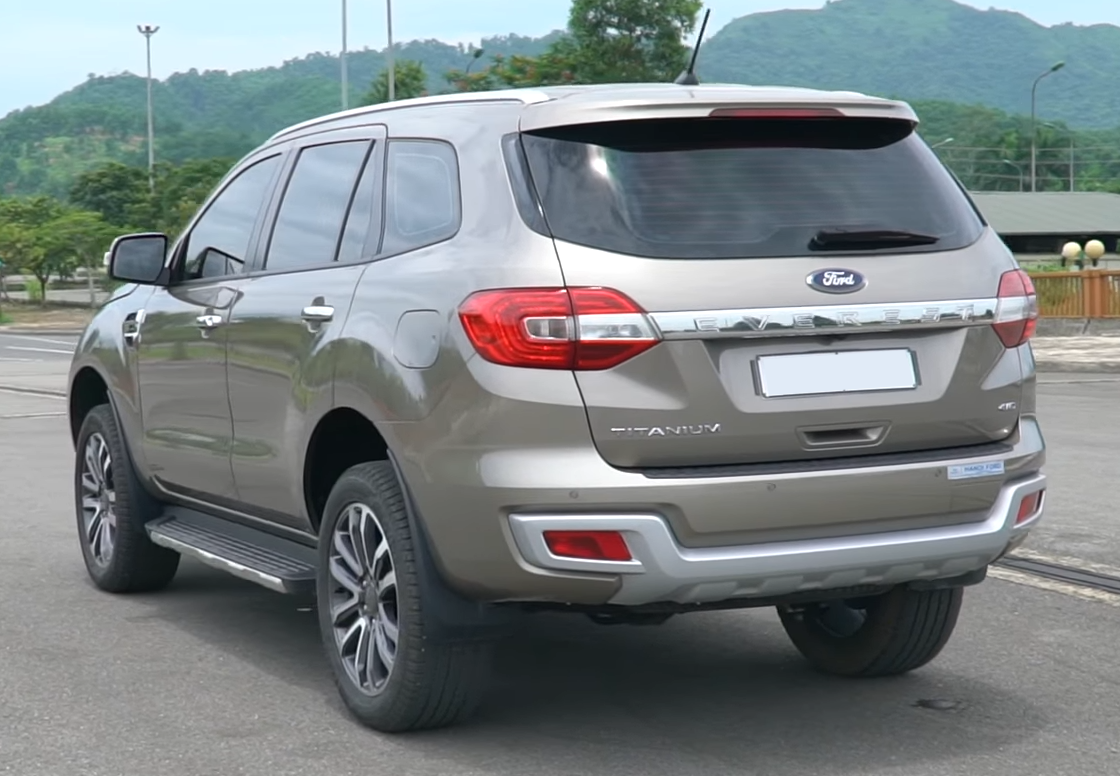
Вид сзади (фейслифт, Вьетнам)
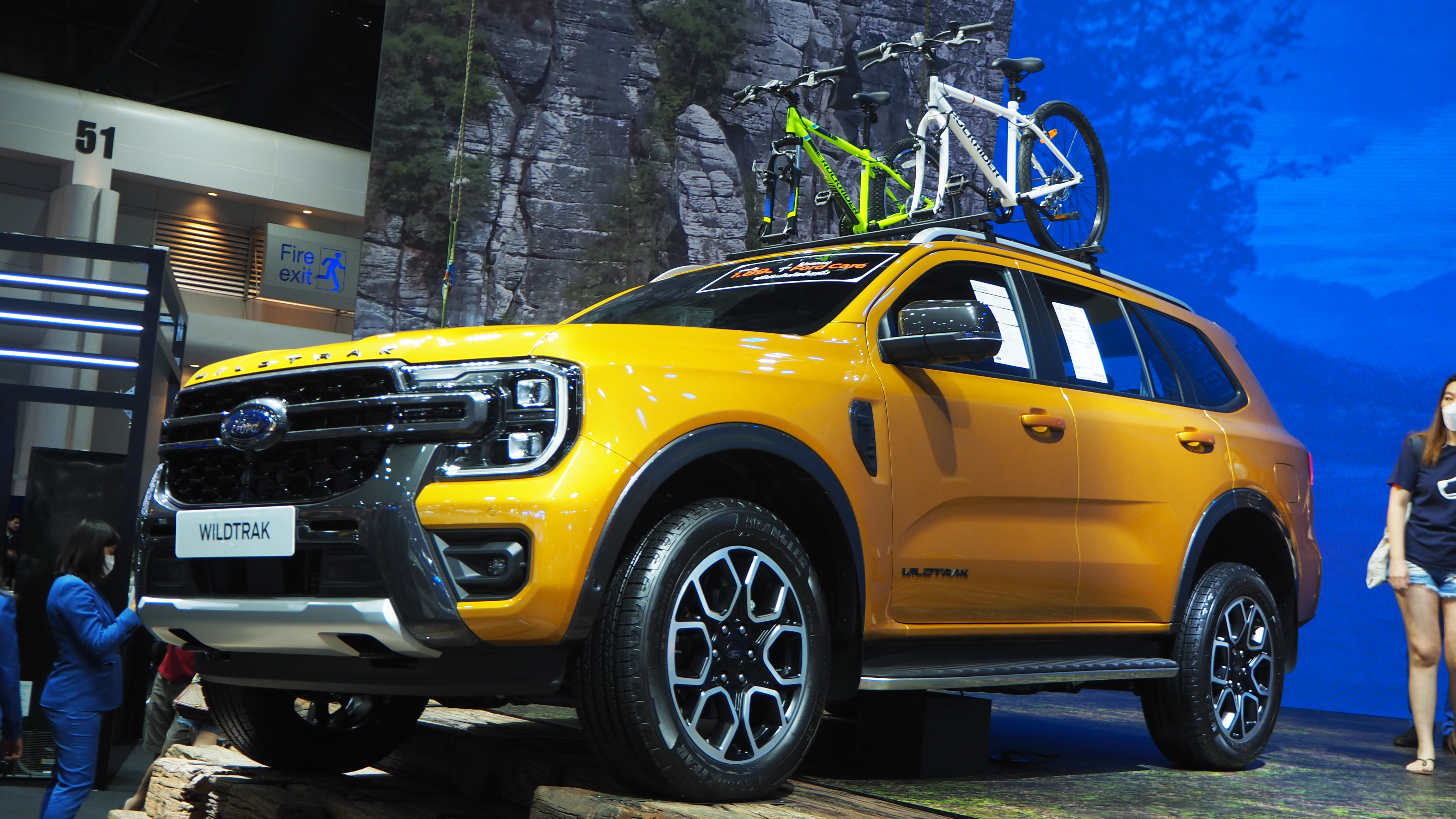
Everest Wildtrak 2023

## Продажи
| Год  | Таиланд | Филиппины | Вьетнам |
| ---- | ------- | --------- | ------- |
| 2014 | 201     |           |         |
| 2015 | 4,967   |           |         |
| 2016 | 7,011   |           | 685     |
| 2017 | 8,131   |           | 2,205   |
| 2018 | 9,628   |           | 1,009   |
| 2019 | 6,355   | 4,165     | 6,317   |
| 2020 | 5,349   | 1,522     | 4,810   |